# Vodafone Espanya
Vodafone Espanya S.A. és una empresa de telecomunicacions mòbils a Espanya amb seu a Madrid.
La companyia va ser fundada l'any 2001, com a resultat de la fusió de les accions de Vodafone Group i British Telecom, i Airtel.
Vodafone Espanya ofereix serveis GSM 900/1800 MHz (2G), UMTS (3G), HSDPA (3.5G) i LTE (4G) a Espanya.
El gener de 2019, Vodafone Espanya va informar, a través d'un comunicat als representants dels treballadors, de l'obertura d'un procediment d'acomiadament col·lectiu "per motius econòmics, productius i organitzatius" que afectaria un màxim de 1.200 treballadors, el 23,5% de la plantilla. El maig de 2019, Vodafone Espanya va anunciar el llançament de la tecnologia 5G a l'estiu a ciutats com Madrid, Barcelona, Bilbao, Màlaga, Sevilla i València.
El 31 de maig de 2024, es va completar el procés d'adquisició per part del fons britànic Zegona Communications, separant-se del grup Vodafone.